# 新魚目町
新魚目町（しんうおのめちょう）は、かつて長崎県の南松浦郡にあった町。
2004年8月1日に若松町、上五島町、有川町、奈良尾町と合併し新上五島町となった。

## 地理
五島列島の中通島北端に位置する。

## 歴史
- 1889年（明治22年）4月1日 - 町村制施行により南松浦郡魚目村、北魚目村が成立する。
- 1956年（昭和31年）9月30日 - 魚目村、北魚目村が合併し新魚目町となる。
- 2004年（平成16年）8月1日 - 若松町、上五島町、有川町、奈良尾町の4町と合併し新上五島町となる。

## 姉妹都市
- 長陽村（熊本県）

## 地名
旧魚目村
- 浦桑郷
- 榎津郷
- 丸尾郷
- 似首郷（にたくび）

旧北魚目村
- 小串郷
- 曽根郷
- 立串郷
- 津和崎郷

## 教育
中学校
- 新魚目町立魚目中学校
- 新魚目町立北魚目中学校（2018年3月末で魚目中学校に統合）

小学校
- 新魚目町立魚目小学校
- 新魚目町立北魚目小学校

## 観光・名所
- 城山展望台
- 鯨供養塔
- 赤だき断崖
- 海のふるさと館
- ふれ愛らんど
- 番岳
- 江袋教会
- 津和崎灯台
- 椿公園

### 重要文化的景観
新魚目町廃止後の2012年、町内旧北魚目村地区の一部が、「水田、畑地など農耕に関する景観地」 「養殖いかだ・海苔・ひびなどの漁ろうに関する景観地」 「垣根・屋敷林などの居住に関する景観地」として「新上五島町北魚目の文化的景観」の名称で文化財保護法の重要文化的景観として選定された。選定区域は、立串郷の全域、津和崎郷と曽根郷の各一部および小瀬良港・津和崎漁港・一本松漁港（一本松地区・赤波江地区）・仲知漁港（仲知地区・江袋地区）・立串漁港（大瀬良地区・立串地区）の全域である。